# Lista Sérvia
Lista Sérvia é o movimento de representação política dos cidadãos sérvios em Kosovo. Os partidos que integram o movimento atualmente ocupam cerca de 5% dos representantes da Assembleia do Kosovo. Seu principal oponente na Assembleia é o Vetëvendosje.